# 몰톤 H. 스미스

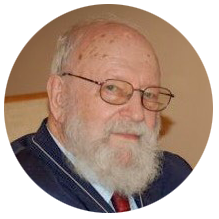
몰톤 H. 스미스 박사

몰톤 H. 스미스 (Morton Howison Smith, 1923년 12월 11일 – 2017년 11월 12일)는 미국의 장로교 목사이자 조직신학자였다. 그는 미국 장로교회의 서기를 1973년부터 1988년까지 하였다.
스미스는 미시간 대학, 콜롬비아 신학교 및  암스테르담 자유 대학교에서 공부하였다. 그린빌 장로교 신학교에서 조직신학을 강의하고 은퇴하였다. 경건한 학자이며 마음이 따뜻하며 매우 친절한 신학자였다.
그는 웨스트민스터 신앙고백의 채택을 강력히 주장하였다.
기념 논문집(Confessing our Hope: Essays Celebrating the Life and Ministry of Morton H. Smith )이 J. Ligon Duncan III 와 George W. Knight III에 의해서 2004년에 발행되었다.

## 저서
- Harmony of the Westminster Confession and Catechisms ( Southern Presbyterian Press, 1997) 보관됨 2020-09-23 - 웨이백 머신
- Systematic Theology, Vol 1 & 2 ( Kindle Version, Amazon.com, 2017)